# Lady og Vagabonden (film fra 2019)
|  | Maskinoversættelse og/eller tvivlsomt indhold Denne sides indhold bærer præg af at være en maskinoversættelse og/eller meget dårligt og uklart formuleret. Det vurderes at sproget er så dårligt og eventuelt forkert eller til at misforstå, at det bør omskrives eller oversættes på ny. Du kan hjælpe med at oversætte til korrekt dansk i denne og lignende artikler. Hvis dette ikke sker inden for kort tid, kan en sletning komme på tale. Se evt. denne sides diskussionsside eller i artikelhistorikken. Siden er oversat til dansk på 4. niveau. Fejlene indebærer få grammatiske og stavefejl. |

Lady og Vagabonden er en amerikansk, romantisk musical fra 2019 instrueret af Charlie Bean og skrevet af Andrew Bujalski og Kari Granlund. Produceret af Walt Disney Pictures . Filmen er en live-action- tilpasning af Walt Disneys animerede film fra 1955 med samme navn, der var baseret på historien om "Happy Dan, den kyniske hund" af Ward Greene trykt i magasinet Cosmopolian. I filmen lægger Tessa Thompson og Justin Theroux stemmer til titelfigurerne. Den er dedikeret til storyboard-kunstner Chris Reccardi, der døde i maj 2019.
Filmen blev udgivet den 12. november 2019 på Disney+, hvilket gør den til den første Disney-genindspilning, der ikke blev sendt i en biograf.

## Roller

### Stemmer
- Tessa Thompson som Lady, en amerikansk Cocker Spaniel
- Justin Theroux som Vagabonden, en Schnauzer - mutt
- Sam Elliott som Trusty, en Bloodhound
- Ashley Jensen som Jock, en skotsk terrier [1]
- Janelle Monáe som Peg, en Lhasa Apso
- Benedict Wong som Bull, en bulldog
- Clancy Brown som Isaac
- Nate Wonder som Devon
- Roman GianArthur som Rex
- James Bentley som Chance
- Jentel Hawkins som Dame
- Ara Storm O'Keefe som Dodge
- Aemon Wolf O'Keefe som Ollie

### Mennesker
- Thomas Mann som Jim Dear
- Kiersey Clemons som Darling Dear
- Yvette Nicole Brown som tante Sarah
- Adrian Martinez som Elliot, en hundefanger
- F. Murray Abraham som Tony
- Arturo Castro som Joe
- Ken Jeong som doktor
- Parvesh Cheena som ejer af dyrehandler

## Produktion

### Udvikling
Den 8. februar 2018 blev det annonceret, at Walt Disney Pictures udviklede en live-action-tilpasning af animationsfilmen Lady and the Tramp fra 1955. Filmen forventedes at have premiere på den daværende navngivne kommende streamingtjeneste, der skulle lanceres i efteråret 2019.  Den 19. marts 2018 blev det annonceret, at filmen skulle laves af Charlie Bean fra et manuskript af Andrew Bujalski med Brigham Taylor, som producent. 

### Casting
I juli 2018 blev det meddelt, at Ashley Jensen, Justin Theroux, og Sam Elliott var blevet støbt i stemmen roller Jackie, Tramp, og Trofast, hhv. Derudover blev det rapporteret, at Kiersey Clemons var i forhandlinger om live-action-rollen som Darling, Lady's menneskelige ejer.    I august 2018 blev det rapporteret, at Tessa Thompson og Benedict Wong var blevet rollebesat i henholdsvis Lady og Bulls stemmeroller, og at Thomas Mann var blevet rollebesat i Jim Dears live-action-rolle.   I september 2018 blev det annonceret, at Yvette Nicole Brown og Adrian Martinez var blevet rollebesat i henholdsvis tante Sarahs og hundefangeren Elliot's live-action-roller.   I oktober 2018 blev det annonceret, at Arturo Castro var blevet rollebesat i Marco-live-action-rollen, og at Janelle Monáe var blevet rollebesat i stemmerollen som Peg.  
Produktionen brugte ægte hunde til at fremstille filmens titulære figurer med en hund ved navn Rose, der fremstiller Lady i filmen. Cirka tre måneder før starten af filmoptagelsen startede dyrene deres træning til filmen.  Vagabonden er fysisk portrætteret af Monte, en redningshund, mens Jackie blev omdøbt til Jock kort inden optagelsen begyndte. 

### Optagelserne
Stemmearbejde for filmen begynder i juli 2018  med hovedfotografering af filmens live-action eksternt filmede portioner, der sidder fra 10. september 2018 til 7. november 2018 i Savannah, Georgien . Lokationerne var indstillet til at omfatte Johnson Square og Wright Square .   Filmning på en indendørs lydscene fandt sted gennem december 2018. 

### Musik
Filmen skulle indeholde en ny version af "The Siamese Cat Song", udført af Janelle Monáe . Sangen skulle omskrives af Nate "Rocket" Wonder, Roman Gian Arthur og Monáe på grund af både dens moderne oplevede racistiske dele og for at passe til figurernes skildringer i filmen.  Sangen blev i sidste ende omarbejdet som en blues- sang med titlen "What a Shame".  Monáe ville også fremføre to nye sange til filmen. Den 23. august 2019 blev Joseph Trapanese afsløret for at komponere filmens score.   Soundtracket med Trapanses score samt sange fra den originale film udført af remakes rollebesætning blev frigivet den 12. november 2019. 

#### Musik liste
All musik komponeret af Joseph Trapanese, undtaget hvor andet er skrevet..
| Nr. | Titel                                    | Skriver                                         | Længde |
| --- | ---------------------------------------- | ----------------------------------------------- | ------ |
| 1.  | "Overskrift(Bella Notte)/Peace on Earth" | Lady and the Tramp Studio Choir og Donald Novis | 2:23   |
| 2.  | "Welcome to the Family"                  |                                                 | 2:58   |
| 3.  | "Another Perfect Day (La La Lu)"         |                                                 | 1:06   |
| 4.  | "The Tramp"                              |                                                 | 3:02   |
| 5.  | "Busting Peg and Bull"                   |                                                 | 3:33   |
| 6.  | "Tramp Comes to Town"                    |                                                 | 3:08   |
| 7.  | "La La Lu"                               | Kiersey Clemons                                 | 1:19   |
| 8.  | "Baby Moves In"                          |                                                 | 1:27   |
| 9.  | "Auntie Arrives"                         |                                                 | 1:43   |
| 10. | "What a Shame"                           | Wonder og GianArthur                            | 2:27   |
| 11. | "Muzzled"                                |                                                 | 4:24   |
| 12. | "Scenic Route"                           |                                                 | 2:41   |
| 13. | "Getting on the Boat"                    |                                                 | 1:54   |
| 14. | "Carriage Ride"                          |                                                 | 2:17   |
| 15. | "Tony and Joe"                           |                                                 | 2:29   |
| 16. | "Bella Notte"                            | F. Murray Abraham og Arturo Castro              | 2:50   |
| 17. | "A Home"                                 |                                                 | 3:09   |
| 18. | "Left Behind"                            |                                                 | 1:52   |
| 19. | "Dog Catcher Chase"                      |                                                 | 3:38   |
| 20. | "Lady at Pound"                          |                                                 | 1:53   |
| 21. | "He's a Tramp (2019)"                    | Monáe                                           | 1:34   |
| 22. | "The One Way Door"                       |                                                 | 1:34   |
| 23. | "They Came Back"                         |                                                 | 1:28   |
| 24. | "Lady Meets Lulu"                        |                                                 | 1:11   |
| 25. | "Howling at the Moon"                    |                                                 | 1:03   |
| 26. | "I Missed You"                           |                                                 | 4:43   |
| 27. | "Rat"                                    |                                                 | 6:10   |
| 28. | "Caught"                                 |                                                 | 1:36   |
| 29. | "Carriage Chase"                         |                                                 | 5:19   |
| 30. | "He Has a Home"                          |                                                 | 4:39   |
| 31. | "Peace on Earth"                         | Clemons                                         | 2:20   |
| 32. | "That's Enough"                          | Monáe                                           | 2:10   |

## Udgivelse
Den første trailer til filmen blev udgivet den 23. august 2019.   Den 14. oktober 2019 blev en anden trailer med nye optagelser samt sangen "He's a Tramp" udgivet.  Den 6. november 2019 frigav Disney en fetaurette, der præsenterede hver af de hunde, der blev valgt til at skildre hovedpersonerne, og hvordan de alle blev reddet fra husly og plejehjem. 
Lady and the Tramp blev udgivet den 12. november 2019 udelukkende som en del af lanceringsindholdsbiblioteket til Disney's streamingtjeneste, Disney + . 

## Anmeldelser
På anmeldelsesplatformen Rotten Tomatoes har filmen en godkendelsesgrad på 63% og en gennemsnitlig bedømmelse på 5,91 / 10, baseret på 48 anmeldelser. Webstedets konsensus lyder: " Lady and the Tramp ' s søde hunde og sympatisk rollebesætning fungerer godt nok, men live-action-opdateringen mangler noget af den magi, der gjorde den originale film fra 1955 til en sådan glæde."  Metacritic, der bruger et vægtet gennemsnit, tildelte filmen en score på 48 ud af 100 baseret på 12 kritikere, hvilket indikerer "blandede eller gennemsnitlige anmeldelser." 